# Internationale Kommission zum Schutz der Donau
Die Internationale Kommission zum Schutz der Donau (IKSD), englisch International Commission for the Protection of the Danube River (ICPDR) ist eine Internationale Organisation mit Sitz in Wien (Österreich). Das erklärte Ziel der IKSD ist die Umsetzung des Donauschutzübereinkommens und  der Europäischen Wasserrahmenrichtlinie im Donauraum.
Vertragsunterzeichner und Kommissionsmitglieder sind 14 kooperierende Staaten und die Europäische Union:
- Deutschland
- Österreich
- Tschechien
- Slowakei
- Ungarn
- Slowenien
- Kroatien
- Bosnien und Herzegowina
- Serbien
- Montenegro
- Rumänien
- Bulgarien
- Moldau
- Ukraine
- Europäische Union

Seit der Gründung 1998 entwickelte sich das IKSD zu einem der größten und aktivsten Netzwerke von Wasserexperten in Europa. Die IKSD beschäftigt sich aber nicht nur mit der Donau selbst, sondern bezieht das gesamte Einzugsgebiet mitsamt den Nebenflüssen und Grundwasserreserven ein.
Die IKSD setzt sich daher für einen nachhaltigen Umgang mit der Ressource Wasser ein und fördert und koordiniert die grenzüberschreitende Zusammenarbeit. Dies umfasst sowohl den Schutz als auch die nachhaltige Nutzung der Gewässer und der dazugehörigen Lebensräume. Sie erarbeitet Vorschläge zur Verbesserung der Wasserqualität, entwickelt Strategien zur Hochwasservorsorge und zur Kontrolle von Verunreinigungen, setzt Normen für Emissionswerte fest und sichert deren Einhaltung durch die Vertragsstaaten.